# Галкинское сельское поселение (Свердловская область)
Га́лкинское се́льское поселе́ние — муниципальное образование в Камышловском муниципальном районе Свердловской области.
Административный центр — село Галкинское.

## География
Галкинское сельское поселение расположено в центральной части Камышловского района, севернее города Камышлов. Граничит на западе с городским округом Сухой Лог, на востоке — с Пышминским городским округом.

## История
Галкинское сельское поселение образовано в соответствии с Областным законом Свердловской области от 25.10.2004 года № 145-ОЗ «Об установлении границ вновь образованных муниципальных образований, входящих в состав муниципального образования Камышловский район и наделении их статусом сельского поселения» с 1 января 2006 года.

## Население
| 2010  | 2011  | 2012  | 2013  | 2014  | 2015  | 2016  |
| ----- | ----- | ----- | ----- | ----- | ----- | ----- |
| 3633  | ↗3640 | ↘3543 | ↘3414 | ↘3254 | ↘3192 | ↘3177 |
| 2017  | 2018  | 2019  | 2020  | 2021  | 2023  |       |
| ↘3128 | ↘3072 | ↘2938 | ↘2885 | ↘2240 | ↘2170 |       |

## Состав сельского поселения
| №  | Населённый пункт   | Тип населённого пункта       | Население |
| -- | ------------------ | ---------------------------- | --------- |
| 1  | Большое Пульниково | село                         | ↘77       |
| 2  | Бутырки            | деревня                      | ↘150      |
| 3  | Бухаровский        | хутор                        | ↘2        |
| 4  | Галкинское         | село, административный центр | ↘573      |
| 5  | Ерзовка            | деревня                      | ↘29       |
| 6  | Калина             | посёлок                      | ↘118      |
| 7  | Квашнинское        | село                         | ↘460      |
| 8  | Кочневское         | село                         | ↘425      |
| 9  | Куровское          | село                         | ↘285      |
| 10 | Малая Пульникова   | деревня                      | ↘6        |
| 11 | Мельникова         | деревня                      | ↗1        |
| 12 | Михайловка         | деревня                      | ↘24       |
| 13 | Першата            | деревня                      | ↘77       |
| 14 | Рассвет            | посёлок                      | ↘13       |